# Équipe de Suisse de football en 1927
Cet article présente les résultats de l'équipe de Suisse de football lors de l'année 1927.

## Bilan
|           | Nombre de matchs | Victoires | Défaites | Matchs nuls | Buts marqués | Buts encaissés |
| Domicile  | 3                | 0         | 2        | 1           | 4            | 11             |
| Extérieur | 1                | 0         | 1        | 0           | 0            | 1              |
| Neutre    | 0                | 0         | 0        | 0           | 0            | 0              |
| Total     | 4                | 0         | 3        | 1           | 4            | 12             |

## Matchs et résultats
| Match amical                                | Suisse     | 1 - 5   | Italie                                                | Les Charmilles, Genève                             |                                                    |
| 30 janvier 1927 · Historique des rencontres | Weiler 37e | (1 - 4) | 16e 34e 65e Baloncieri · 18e Libonatti · 40e Rossetti | Spectateurs : 15 000 Arbitrage : Albert Prince-Cox | Spectateurs : 15 000 Arbitrage : Albert Prince-Cox |
| 30 janvier 1927 · Historique des rencontres | Rapport    |         |                                                       | Spectateurs : 15 000 Arbitrage : Albert Prince-Cox | Spectateurs : 15 000 Arbitrage : Albert Prince-Cox |

| Match amical                              | Espagne   | 1 - 0   | Suisse | El Sardinero, Santander                             |                                                     |
| 17 avril 1927 · Historique des rencontres | Óscar 34e | (1 - 0) |        | Spectateurs : 10 000 Arbitrage : Albert Edward Fogg | Spectateurs : 10 000 Arbitrage : Albert Edward Fogg |
| 17 avril 1927 · Historique des rencontres | Rapport   |         |        | Spectateurs : 10 000 Arbitrage : Albert Edward Fogg | Spectateurs : 10 000 Arbitrage : Albert Edward Fogg |

| Match amical                            | Suisse    | 1 - 4   | Autriche                                                        | Förrlibuck, Zurich                                |                                                   |
| 29 mai 1927 · Historique des rencontres | Jäggi 69e | (0 - 2) | 20e (csc) de Weck · 40e Giebisch · 48e (pen.) Blum · 84e Jiszda | Spectateurs : 17 000 Arbitrage : Johannes Mutters | Spectateurs : 17 000 Arbitrage : Johannes Mutters |
| 29 mai 1927 · Historique des rencontres | Rapport   |         |                                                                 | Spectateurs : 17 000 Arbitrage : Johannes Mutters | Spectateurs : 17 000 Arbitrage : Johannes Mutters |

| Match amical                                | Suisse                             | 2 - 2   | Suède                  | Letzigrund, Zurich                           |                                              |
| 6 novembre 1927 · Historique des rencontres | Ramseyer 20e (pen.) · Abegglen 26e | (2 - 2) | 21e Rydell · 33e Kroon | Spectateurs : 18 000 Arbitrage : Eugen Braun | Spectateurs : 18 000 Arbitrage : Eugen Braun |
| 6 novembre 1927 · Historique des rencontres | Rapport                            |         |                        | Spectateurs : 18 000 Arbitrage : Eugen Braun | Spectateurs : 18 000 Arbitrage : Eugen Braun |